# Jörgen Pettersson (Fußballspieler)
Jörgen Pettersson (* 29. September 1975 in Lackalange) ist ein ehemaliger schwedischer Fußballspieler und jetziger Trainer.

## Karriere als Aktiver
Pettersson begann seine Karriere bei Dösjebro IF in Schweden und wechselte zu Beginn seiner Profikarriere zu Malmö FF. 1995 folgte der Sprung in die Bundesliga zu Borussia Mönchengladbach. Nach 4 Jahren und 114 Bundesligaspielen (32 Tore) wechselte der Stürmer 1999 zum 1. FC Kaiserslautern. Seine erfolgreichste Zeit hatte er dort in der Rückrunde der ersten Saison, als er 9 Treffer erzielte. Er konnte sich aber nicht dauerhaft beim FCK durchsetzen. Nach drei Jahren und dem Ablauf seines Vertrages ging er nach Dänemark zum FC Kopenhagen. Schon ein Jahr später wechselte Pettersson zurück in seine Heimat und spielte von 2004 bis 2008 beim Landskrona BoIS in der zweiten schwedischen Liga. 2009 spielte er für den schwedischen Viertligisten Häljarps IF.
Pettersson bestritt 27 Länderspiele für die schwedische Nationalmannschaft und erzielte dabei acht Tore. Er stand bei der Europameisterschaft 2000 im Kader und kam zu zwei Einsätzen im Turnierverlauf.

## Karriere als Trainer
In der Saison 2009 war Pettersson Assistenztrainer bei seinem langjährigen Verein Landskrona BoIS. 2012 war er wiederum Assistenztrainer beim Malmö FF. Ende 2012 wurde bekannt, dass Pettersson ab 2013 den Trainerposten bei Landskrona von Henrik Larsson übernimmt.

## Tragischer Unfall
Im Jahr 2001 war Pettersson in einen folgenschweren Verkehrsunfall verwickelt. Dabei rammte er mit seinem Mercedes auf dem Abschnitt Wörrstadt der A 63 einen kurz zuvor leicht verunfallten Kleinstwagen mit derart hoher Geschwindigkeit, dass der 20-Jährige Insasse des gegnerischen Pkws hierdurch sofort verstarb.

## Privates
Pettersson ist Mitglied der im Jahr 2004 gegründeten schwedischen Rockband "Soulweeper" (Gesang und Gitarre).